# سسنا مدل ای
سسنا مدل ای (به انگلیسی: Cessna Model A) یک هواگرد ساختِ کارخانهٔ سسنا در کشور ایالات متحده آمریکا است . این هواگرد برای نخستین بار در ۱۹۲۰ میلادی مورد استفاده قرار گرفت.